# Samsam Bokhari

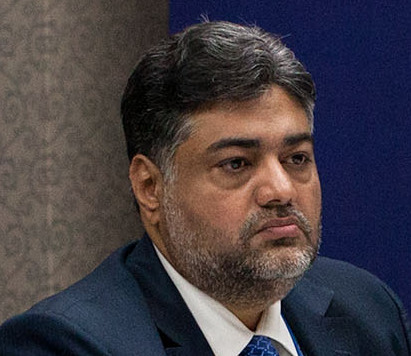
Samsam Bokhari

Samsam Bukhari (* 20. April 1967) ist ein pakistanischer Politiker. Er war von 2009 bis 2011 Parliamentary secretary (Assistent des Ministers) im Umweltministerium, anschließend übte er dieselbe Funktion im Informationsministerium aus. Vom 14. April 2012 bis zum 16. März 2013 leitete er das Informationsministerium.